# La telefonista

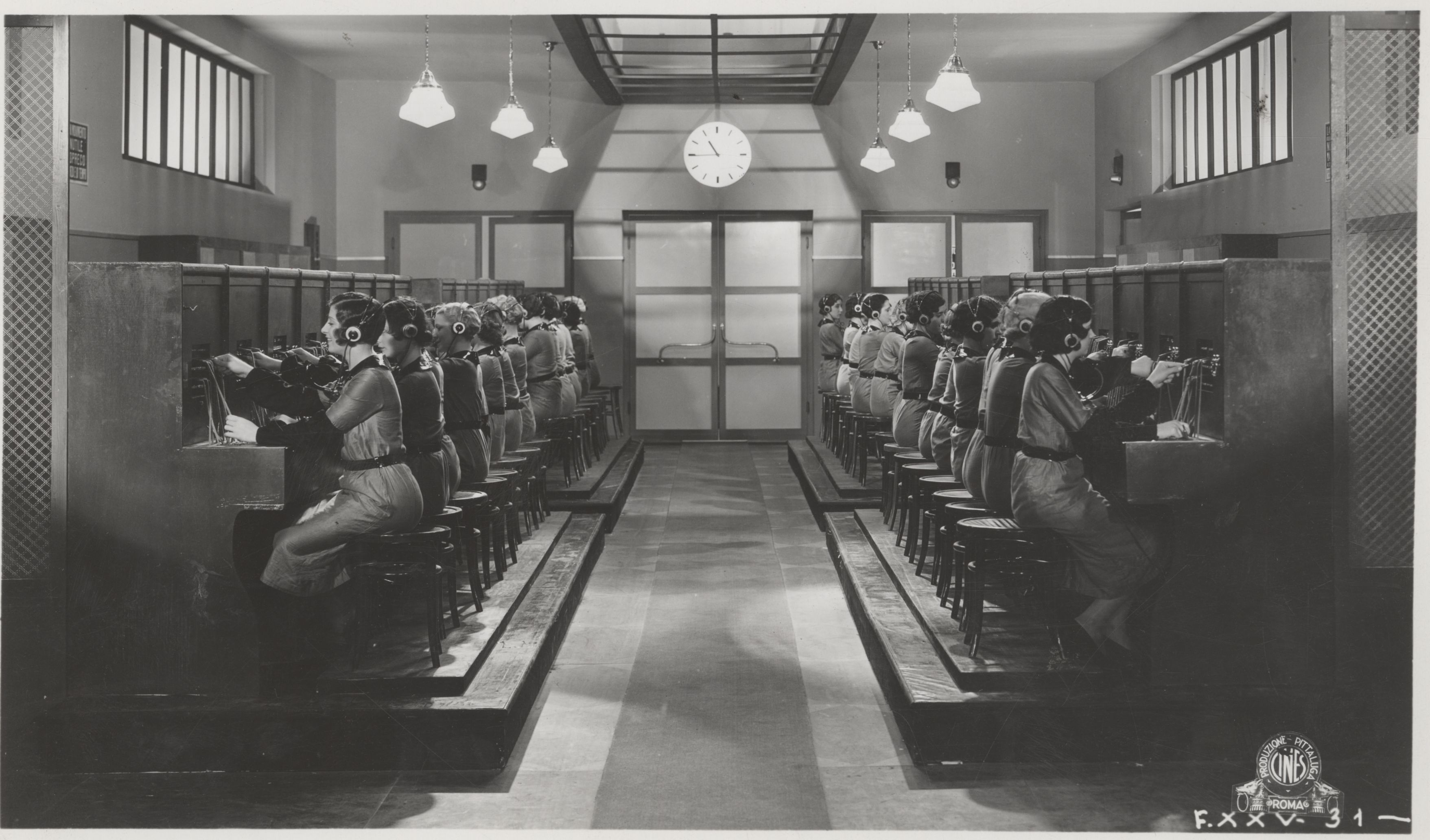
Scena di gruppo

La telefonista è un film del 1932 diretto da Nunzio Malasomma.

## Trama
Vicissitudini lavorative e sentimentali, tra una telefonista della centrale dei telefoni e la variegata moltitudine di clienti dall'altra parte della cornetta, con uno dei quali troverà alla fine il sospirato amore.

## Produzione
La pellicola è basata su una novella di Herbert Rosenfeld, da cui nel 1932 vennero tratti due film, il tedesco Fräulein - Falsch verbunden diretto da E. W. Emo e l'italiano La telefonista, che fu girato negli studi della Cines a Roma.